# Sontsivka
Sontsivka, van 1927 tot 2016 bekend als Krasne, is een dorp in de stedelijke hromada van Kurakovje, in de oblast Donetsk van Oekraïne.
Het dorp, gesticht in 1785, lag oorspronkelijk in de oejezd Bachmutsky van het gouvernement Jekaterinoslav in het Russische Rijk en werd vernoemd naar zijn eigenaar Dmitri Dmitrievich Sontsov. In de tijd van de Sovjet-Unie werd de stad in 1927 omgedoopt tot Krasne en behield die naam totdat ze in 2016, als onderdeel van de decommunisatie in Oekraïne, haar oorspronkelijke naam Sontsivka terug kreeg.
In 1967 werd in Sontsivka een museum geopend ter nagedachtenis aan de plaatselijke componist Prokofjev en in 1968 werd de plaatselijke muziekschool naar hem vernoemd.
Op 9 november 2024 trokken Russische troepen Sontsivka binnen en werd de bevolking van het dorp geëvacueerd.
De Russen namen de stad medio december 2024 in.